# Association nationale des pieds-noirs progressistes et leurs amis
L'Association nationale des pieds-noirs progressistes et leurs ami.e.s (ANPNPA) a été créée en 2008 par des pieds-noirs œuvrant à une réconciliation et à une politique de coopération entre l’Algérie et la France,.  Son président est Jacques Pradel.  Contrairement à la plupart des organisations pieds-noirs, elle est associée à la gauche politique et adopte une position anticolonialiste,.